# Cmentarz Bajkowa
Cmentarz Bajkowa  (ukr. Байкове кладовище, Bajkowe kładowyszcze) – cmentarz w Kijowie, zabytek kultury o dużym znaczeniu symbolicznym dla Ukraińców. Powstał w 1834 roku i jest jedną z najstarszych nekropolii na Ukrainie. Zajmuje powierzchnię 72 hektarów. Jego nazwa wywodzi się od rosyjskiego generała Siergieja Bajkowa, do którego na początku XIX wieku należały te tereny.

## Historia
Cmentarz został założony jako wspólna nekropolia dla wyznawców prawosławia, katolicyzmu i protestantyzmu – zmarli byli chowani w trzech oddzielnych sektorach (każdy z własną kaplicą). W latach osiemdziesiątych XIX wieku nekropolię podzielono na dwie części: starą i nową. Do nowego cmentarza prowadzą trzy bramy główne stylizowane na kaplice: prawosławną, katolicką i luterańską. W 1884 na terenie nowej części zbudowano cerkiew Wozniesieńską (Wniebowstąpienia Pańskiego). 
Na cmentarzu do dziś zachowało się około 20 kaplic grobowych autorstwa znanych architektów kijowskich, między innymi Władysława Horodeckiego i Władimira Nikołajewa. 
Dużą stratą dla ukraińskiej kultury było zniszczenie podczas II wojny światowej archiwum cmentarnego.

## Znani Ukraińcy pochowani na cmentarzu

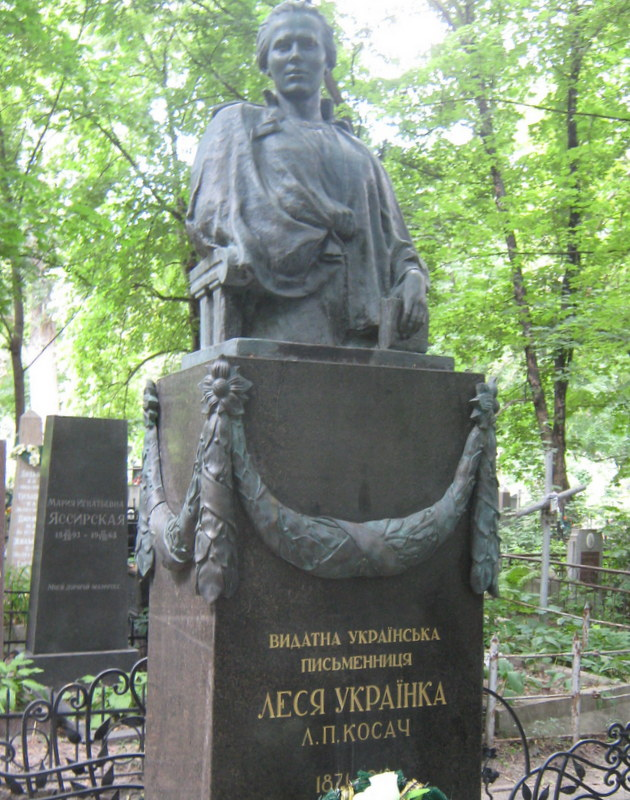
Grób Łesi Ukrainki

- Mychajło Hruszewski – polityk, pierwszy prezydent Ukraińskiej Republiki Ludowej
- Ołena Pcziłka – pisarka i etnograf
- Łesia Ukrainka – poetka narodowa
- Maksym Rylski – poeta, tłumacz literatury polskiej
- Ołeksandr Kornijczuk – poeta i polityk, mąż Wandy Wasilewskiej
- Ołeś Honczar – pisarz
- Wasyl Stus – poeta, krytyk i publicysta epoki Ukraińskiej SRR, działacz opozycyjny
- Pawło Tyczyna – poeta i polityk, przewodniczący Rady Najwyższej USRR
- Wiaczesław Czornowił – dysydent i polityk
- Wołodymyr Szczerbycki – polityk, premier i I sekretarz KPU
- Walery Łobanowski – piłkarz i trener
- Mykoła Łysenko – kompozytor[2].
- Jan (Sokołow) – egzarcha Ukrainy, prawosławny metropolita kijowski w latach 1944–1964[3]
- Wołodymyr Antonowycz – historyk, archeolog, etnograf, działacz społeczny pochodzenia polskiego, jeden z liderów ukraińskiego przebudzenia narodowego w Imperium Rosyjskim

## Znani Polacy pochowani na cmentarzu

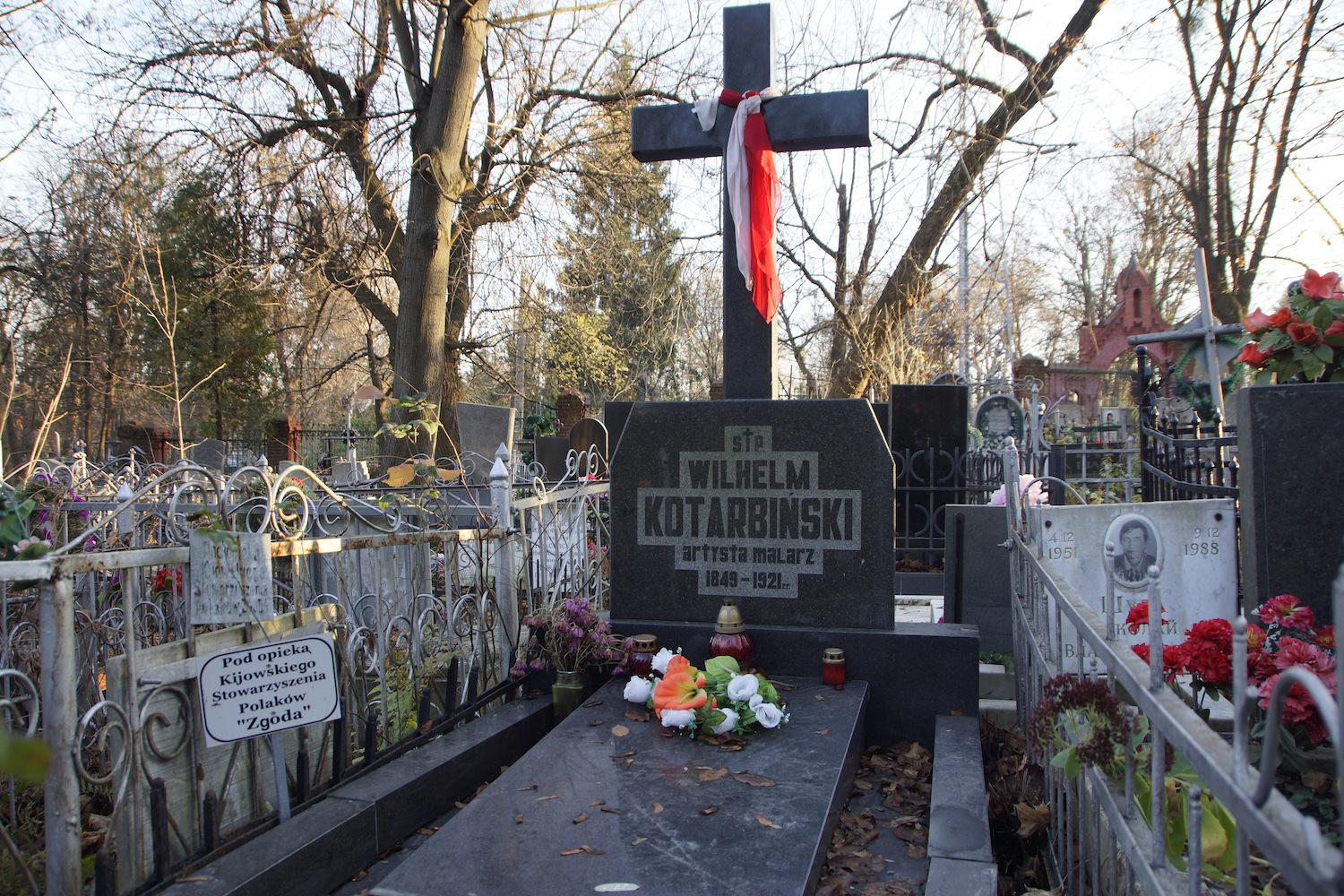
Nagrobek Wilhelma Kotarbińskiego

- Gustaw Belke – przyrodnik, zoolog, badacz przyrody Podola
- Leon Idzikowski – księgarz i wydawca kijowski
- Antoni Jaksa-Marcinkowski – pisarz, folklorysta, krytyk literacki,

- Leonard Jankowski – prawnik, działacz społeczny, przewodniczący komitetu budowy kościoła św. Mikołaja[4]
- Wilhelm Kotarbiński – malarz i rysownik
- August Piskorski (i dwie jego żony, zmarłe w 1861 i ok. 1910) – białoskórnik
- Wanda Wasilewska – działaczka komunistyczna i pisarka, wiceprzewodnicząca PKWN
- Włodzimierz Wysocki – kijowski fotograf i poeta.
- Józef Zawadzki – prezydent Kijowa, założyciel Giełdy Miejskiej
- Piotr Żmigrodzki – ksiądz, proboszcz katolickiej parafii św. Aleksandra w Kijowie

Część katolicka jest położona w południowo-zachodniej części starego cmentarza. Znajduje się tam również kwatera 114 polskich żołnierzy poległych w Kijowie i jego okolicach podczas wojny 1920. W styczniu 1938 na cmentarzu (na tzw. „Bajkowej Górze”) poległych Polaków z 1920 został odsłonięty Krzyż-Pomnik.